# Akademicki Instytut Prawa
Akademicki Instytut Prawa (ros. Академический правовой институт (АПИ) API) – rosyjski prywatny instytut naukowy w Moskwie. Akademicki Instytut Prawa jest częścią Instytutu Prawa Rosyjskiej Akademii Nauk. Powstał w 1993 roku.
Akademicki Instytut Prawa koncentruje się na szkoleniu wysokiej klasy specjalistów do pracy w centralnych, regionalnych i lokalnych urzędach władz ustawodawczych i wykonawczych, sądów powszechnych i sądów arbitrażowych; do pracy w zawodzie adwokata, notariusza, organach ścigania, organizacjach społecznych i partiach politycznych, bankach oraz innych przedsiębiorstwach.